# 23-as villamos (Budapest, 1945–2000)
A budapesti 23-as jelzésű villamos a Baross tér (Festetics György utca) és a Ferenc körút között közlekedett. A járatot megszűnése előtt a Budapesti Közlekedési Rt. üzemeltette. Betétjárata a 23A az M3-as metró Nagyvárad tér–Kőbánya-Kispest szakaszának építése alatt a Népliget és a Közvágóhíd között közlekedett.

## Története
1904-ben létrejött a Dózsa György út – Thököly út – Baross tér – Orczy út – Nagyvárad tér – Üllői út – Múzeum körút – Rákóczi út – Damjanich utca útvonalon közlekedő, Városligetnél végállomásozó körjárat, ami 1910-ben (a viszonylatszámok bevezetésével) a 23-as jelzést vette fel. Ellentétes irányban a 21-es szállított utasokat. Hosszú ideig nem érte változás, azonban 1926. július 12-én, a BSZKRT első nagyszabású járatátszervezéséhez kapcsolódóan mindkét járat megszűnt. 1928-ban az új Dózsa György úti villamospálya megnyitásával újraindult a 23-as viszonylat a Közvágóhíd – Haller utca – Orczy út – Baross tér – Rottenbiller utca – Damjanich utca – Dózsa György út útvonalon, majd innen hurokjáratként a Szondi utca – Rippl-Rónai utca – Podmaniczky utca útvonalon fordult meg. A második világháború eseményei miatt 1944 novemberében már csak a Damjanich telepig járt, majd 1944 végétől szünetelt, 1945. április 24-én a Városliget és a Nagyvárad tér között indult újra. Június 5-ig fokozatosan hosszabbodott az útvonala, északon előbb az Aréna úti főműhelyig (egykori kisföldalatti kocsiszín), majd a kisföldalatti végállomásáig, délen pedig a Haller utca és a Soroksári út kereszteződéséig, majd ismét a Közvágóhídig járt. 1948. február 27-én déli végállomása átkerült a Boráros térre, de a Dózsa György úti aluljáró villamosvágányainak 1950. december 21-ei átadása után ismét a Közvágóhídhoz járt – igaz ekkor északon a Baross térig rövidült. A csepeli gyorsvasút 1951. április 30-ai átadásával a 23-as villamos útvonala is módosult, a Közvágóhíd és Golgota tér között a Haller (ekkor Hámán Kató) utcai és Orczy úti szakasz helyett a Könyves Kálmán körúton és a Vajda Péter utcán át közlekedett, mindezek mellett északon a Dózsa György úton át a Váci út kereszteződéséig hosszabbodott. A kieső vonalszakaszon elindult a 24-es villamos a Boráros téri HÉV-végállomásig. Október 28-án elindult a 23A jelzésű betétjárata is a Közvágóhíd és a Baross tér közötti vonalrészen. 1953. szeptember 21-én a Kálvin tér–Orczy tér villamosszakasz felszámolása miatti forgalmi változások következtében a 23-as útvonala az Újpesti vasúti hídig hosszabbodott. 1954. október 9-étől a 23A már csak a Népliget és a Baross tér között járt, 1954. október 4-ei megszűnéséig. 1954. december 31-én a 75-ös trolibusz átadásával, és a Béke utcai vasúti felüljáró építési munkálatai miatt bevezetett forgalmi változások következtében útvonala a Baross térig rövidült. 1955. január 10-én újraindult a 23A a Közvágóhíd és a MÁV Gépgyár között, amit az utasforgalmi igények miatt a reggeli csúcsidőben délen a Gubacsi útig, míg március 14-étől északon az Orczy útig hosszabbítottak meg. Az 1956-os Budapesti útmutatóban fellelhető a szükség esetén induló viszonylatok között egy 23i jelzésű is, ami a Közvágóhíd és a Népliget között közlekedett, azonban azt az 1957. áprilisi FVV-menetrend már nem tartalmazza. 1956. október 1-jétől a betétjárat már csak a Népliget és a Közvágóhíd között ingázott. A forradalom után csak 1957. január 27-én indult újra a 23-as, amit rövid időn belül a MÁV Gépgyárig közlekedő 23A követett. 1962. június 25-én a 23-as Rákospalota, MÁV-telepig hosszabbodott, betétjárata pedig október 1-jétől a Baross térig járt. Az Erzsébet híd átadásával (1964. november 21.) a 23A útvonalára rövidült a 23-as, emiatt a betétjárat megszűnt. 1967. július 30-ától a Baross tér átépítésének előkészületi munkálatai miatt a villamosok a Rákóczi út és a Mező Imre út kereszteződésében kialakított fejvégállomásra érkeztek. 1968. június 6-án a Baross téri végállomását véglegesen a Festetics György utcába helyezték át. Az 1970-es évek végén az M3-as metróvonal II/A (Nagyvárad tér – Kőbánya-Kispest) szakaszának építése miatt a 23-as az Üllői úttól (Népliget) megosztott útvonalon, a Baross térre 23-as, míg a Közvágóhídhoz 23A jelzéssel közlekedett 1980. március 28-ig. 1993-ban a Lágymányosi híd építése miatt elbontották a Markusovszky lejtőt és a Máriássy utcai hurokvágányt. November 23-án a járat végállomását a Mester utca és a Ferenc körút sarkához helyezték át. 2000. december 15-ei megszűnését még két rövidítés előzte meg: az 1-es villamos építése miatt először május 29-én (Ferenc körút – Népliget), majd október 15-én (Ferenc körút – Ferencváros vasútállomás) lett rövidebb az útvonala. „Utódja” a december 16-án beindított Mester utcai 30A villamos lett. A Vajda Péter utcai síneket a 2001-ben felszedték, helyükre zöld növényzet került, az egykor a villamos felsővezetékét tartó oszlopokból viszont még több is áll.

## Útvonala
| Ferenc körút felé | Baross tér (Festetics György utca) felé |
| --- | --- |
| Baross tér (Festetics György utca) vá. – Festetics György utca – Fiumei út – Teleki László tér – Fiumei út – Orczy tér – Orczy út – Vajda Péter utca – Könyves Kálmán körút – Mester utca – Ferenc körút vá. | Ferenc körút vá. – Mester utca – Könyves Kálmán körút – Vajda Péter utca – Orczy út – Orczy tér – Fiumei út – Teleki László tér – Fiumei út – Festetics György utca – Baross tér (Festetics György utca) vá. |

## Megállóhelyei
| 0  | Baross tér (Festetics György utca) végállomás (1964–2000. május)             | 25 | 24 73, 76, 78, 79, 80 7, 7A, 7, 20, 30, 67V, 73, 78, 173, Pólus Budapest-Keleti | Nem érintette            |
| 2  | Dologház utca (korábban: Szántó Kovács János utca)                           | 23 | 24                                                                              | Nem érintette            |
| 4  | Salgótarjáni utca (korábban: Koltói Anna utca)                               | 21 | 24, 28, 37, 37A                                                                 | Nem érintette            |
| 6  | Orczy tér                                                                    | 19 | 24, 28 83 9, 17 Budapest-Józsefváros                                            | Nem érintette            |
| 8  | Golgota tér (korábban: Vajda Péter utca)                                     | 17 | 24 99, 99A                                                                      | Nem érintette            |
| 9  | Delej utca                                                                   | 16 | 99, 99A                                                                         | Nem érintette            |
| 10 | Villám utca                                                                  | 15 | 75 99, 99A                                                                      | Nem érintette            |
| 12 | Benyovszky Móricz utca                                                       | 13 | 75                                                                              | Nem érintette            |
| 13 | Népliget, metróállomás végállomás (2000. május–október) (korábban: Üllői út) | 11 | 75 103                                                                          | Nem érintette            |
| 15 | Gyáli út                                                                     | 10 | 81, 103                                                                         | Nem érintette            |
| 17 | Ferencváros, MÁV-állomás végállomás (2000. október–december)                 | 8  | 103 Budapest-Ferencváros                                                        | 103 Budapest-Ferencváros |
| 19 | Mester utca (↓) Könyves Kálmán körút (↑)                                     | 7  | 30 103                                                                          | 30 103                   |
| 21 | Vágóhíd utca                                                                 | 5  | 30                                                                              | 30                       |
| 22 | Haller utca                                                                  | 3  | 24, 30                                                                          | 24, 30                   |
| 24 | Bokréta utca (↓) Ipar utca (↑)                                               | 1  | 30                                                                              | 30                       |
| 25 | Ferenc körút végállomás (1980–2000. december)                                | 0  | 4, 6, 30                                                                        | 4, 6, 30                 |

### Útvonaldiagram
- Mester utca. villamosok.hu. (Hozzáférés: 2017. február 18.)
- Mester utca-Haller utca. villamosok.hu. (Hozzáférés: 2017. február 18.)
- Mester u-Könyves Kálmán krt.. villamosok.hu. (Hozzáférés: 2017. február 18.)
- Ferencváros kocsiszín. villamosok.hu. (Hozzáférés: 2017. február 18.)
- Golgota tér. villamosok.hu. (Hozzáférés: 2017. február 18.)
- Orczy tér. villamosok.hu. (Hozzáférés: 2017. február 18.)
- Salgótarjáni út-Fiumei út. villamosok.hu. (Hozzáférés: 2017. február 18.)
- Dobozi utca. villamosok.hu. (Hozzáférés: 2017. február 18.)
- Baross tér. villamosok.hu. (Hozzáférés: 2017. február 18.)